# Hinnøya
Hinnøya è la più grande isola Norvegese (escludendo le Svalbard), occupando un territorio di 2204,7 km². Geograficamente appartiene alle Vesterålen, mentre politicamente è divisa fra le contee di Nordland (comuni di Andøy, Hadsel, Lødingen, Sortland, Tjeldsund e Vågan) e Troms (comuni di Harstad e Kvæfjord). Gli abitanti sono 31.581 di cui 23.242 concentrati a Harstad. Il territorio è caratterizzato da fiordi e montagne, e il punto più alto è il monte Møysalen, che raggiunge i 1.262 metri. È collegata sia al continente che alle isole di Andøya e Langøya mediante ponti.